# Buellia rubroreagens
Buellia rubroreagens är en lavart som beskrevs av A. Nordin. Buellia rubroreagens ingår i släktet Buellia och familjen Physciaceae.   Inga underarter finns listade i Catalogue of Life.